# IFRS 3
IFRS 3 «Объединения бизнеса» — международный стандарт финансовой отчётности, который обеспечивает улучшение уместности и сопоставимости информации в отношении объединения бизнеса, действует с 01.04.2004 года. В России МСФО (IFRS) 3 принят приказом Минфина РФ от 25 ноября 2011 г. N 160н «О введении в действие МСФО и Разъяснений МСФО на территории РФ».

## Цель стандарта
МСФО (IFRS) 3 обеспечивает улучшение уместности и сопоставимости информации в отношении объединения бизнеса, и не применяется в отношении совместной деятельности, объединения бизнеса с участием предприятий или бизнеса под общим контролем, и приобретения активов или группы активов, которые не отвечают определению бизнеса.

## Определение
Объединение бизнеса — это сделка или событие, в результате которого покупатель получает контроль над одним или несколькими видами бизнеса. Бизнес определяется как взаимосвязанный комплекс видов деятельности и активов, управляемый в целях обеспечения дохода инвесторов или прочих собственников.

## Метод приобретения
Метод приобретения используется в отношении всех объединений бизнеса. При использовании метода приобретения необходимо осуществить следующие процедуры:
1. Определить покупателя. Покупателем считается лицо, осуществляющее объединение, которое получает контроль над приобретаемыми предприятиями, участвующими в объединении.
2. Определить дату приобретения. Датой приобретения считается дата, на которую покупатель получает контроль над приобретаемым предприятием.
3. Осуществить признание и оценку стоимости идентифицируемых приобретенных активов, принятых обязательств и неконтролирующих долей владения (НДВ) приобретаемого предприятия.
4. Осуществить признание и оценку гудвила или дохода.

Активы и обязательства оцениваются по справедливой стоимости на дату приобретения. 
Компоненты НДВ приобретаемого предприятия оцениваются в момент приобретения и представляют собой доли владения и дают держателям права на пропорциональную долю чистых активов предприятия при ликвидации, либо (а) по справедливой стоимости, либо (б) пропорционально доле НДВ в идентифицируемых чистых активах приобретаемого предприятия (возможен выбор способа оценки для каждой отдельной сделки). Все прочие компоненты НДВ должны оцениваться на дату приобретения по справедливой стоимости, если в соответствии с МСФО не предусмотрен иной способ оценки. 
Гудвил оценивается как разница между справедливой стоимости переданного вознаграждения на дату приобретения контроля, (+) стоимости НДВ, (+) справедливой стоимости ранее принадлежавшей покупателю доли в приобретаемом бизнесе на дату приобретения контроля (-) и величины чистых идентифицируемых активов и обязательств приобретаемого бизнеса на дату приобретения. 
Если вышеуказанная разница является отрицательным числом, то соответствующий доход признается в отчете о прибылях и убытках.

## Справедливая стоимость
При поэтапном объединении бизнеса, когда покупатель увеличивает уже существующую долю для получения контроля над приобретаемым бизнесом, ранее принадлежавшая покупателю доля переоценивается по справедливой стоимости на дату приобретения контроля, а соответствующий доход или убыток отражается в отчете о прибылях и убытках.
Если на первую отчетную дату после даты приобретения справедливая стоимость переданного вознаграждения и/или идентифицируемых активов и обязательств приобретаемого бизнеса определены только предварительно, то объединение бизнеса учитывается в предварительной оценке. Корректировка предварительной оценки осуществляется в течение 12 месяцев и может возникать только в результате получения дополнительной информации о фактах и обстоятельствах, существовавших на дату приобретения. По истечении 12 месяцев никаких корректировок стоимости объединения не производится, за исключением корректировок в целях исправления ошибок в соответствии с IAS 8.
В стоимость приобретения включается справедливая стоимость вознаграждения, подлежащего уплате при наступлении определенных условий («условного вознаграждения»), на дату приобретения. Изменения справедливой стоимости условного вознаграждения, возникающие в результате событий, наступивших после даты приобретения, признаются в отчете о прибылях и убытках.
Все расходы, связанные с приобретением (например, уплата комиссионного вознаграждения посреднику, расходы на профессиональные или консультационные услуги, затраты внутреннего отдела, занимающегося приобретениями бизнеса), признаются в составе прибылей и убытков, за исключением затрат на эмиссию долговых или долевых ценных бумаг, которые учитываются в соответствии с положениями IAS 39 и IAS 32 соответственно.
Кроме того, IFRS 3 регламентирует отдельные сложные аспекты объединения бизнеса, включая:
– объединение бизнеса, осуществляемое без передачи вознаграждения;
– обратные приобретения;
– идентификацию нематериальных активов, приобретенных в рамках объединения  бизнеса;
– незамещенные и добровольно замещенные вознаграждения по выплатам, рассчитанным на основании цены акций;
– ранее существовавшие отношения между покупателем и приобретаемым бизнесом (например, повторно приобретенные права); и
– переоценку договорных отношений приобретаемого бизнеса на дату приобретения.

## История
IFRS 3 применяется на перспективной основе в отношении объединения бизнеса, для которого дата приобретения совпадает или наступает после начала первого годового отчетного периода, начинающегося 1 июля 2009 года или после этой даты. Досрочное применение было разрешено. Однако, IFRS 3 должен был применен только в начале годового отчетного периода, который начинался 30 июня 2007 года или после этой даты. Если предприятие применяло настоящий МСФО (IFRS) до 1 июля 2009 года, то оно должно было раскрыть этот факт и одновременно применить IAS 27 (с учетом поправок 2008 года).